# Drimiopsis linioseta
Drimiopsis linioseta là một loài thực vật có hoa trong họ Măng tây. Loài này được Hankey & Lebatha mô tả khoa học đầu tiên năm 2008.